# Lanthus
Genre
Lanthus est un genre de libellules de la famille des Gomphidae (sous-ordre des Anisoptères, ordre des Odonates). 

## Liste d'espèces
Selon BioLib (26 mars 2021) :
- Lanthus fujiacus (Fraser, 1936)
- Lanthus parvulus (Selys, 1854)
- Lanthus vernalis Carle, 1980